# SIG SG 540
SIG SG 540 — швейцарский автомат, созданный в 1970-е годы.

## История
Работы по созданию автомата под новый малоимпульсный патрон 5,56×45 мм начались в компании SIG в 1960-х годах. Результатом стал SIG SG 530 — оружие с роликовым запиранием ствола, однако оно оказалось слишком сложным и дорогим в производстве, поэтому новый вариант был разработан уже с автоматикой, подобной АК. Новый вариант получил обозначение SG 540. Его производство компанией SIG началось в 1977 году и продолжалось до середины 1980-х годов, также автомат производился во Франции и Чили. SG 540 не состоял на вооружении швейцарских ВС.

## Описание
Автоматика SIG SG 540 основана на отводе пороховых газов из канала ствола, запирание осуществляется поворотом затвора на два боевых упора. Возвратная пружина находится над стволом вокруг штока газового поршня. При стрельбе она сжимается между специальным воротником на штоке и передней стенкой ствольной коробки.
Газовая камера снабжена регулятором с тремя положениями для стрельбы в нормальных или тяжёлых условиях, а также метания винтовочных гранат. УСМ — куркового типа, двухсторонний предохранитель-переводчик позволяет вести стрельбу одиночными выстрелами, а также фиксированными и непрерывными очередями. Для стрельбы в рукавицах или толстых перчатках спусковая скоба может откидываться.
Ввёрнутый в ствольную коробку ствол оснащён комбинированным компенсатором-пламегасителем, приспособленным для метания винтовочных гранат. Верхняя и нижняя половины штампованной ствольной коробки крепятся парой поперечных штифтов. К пластиковому цевью может крепиться лёгкая сошка, также на автомат может устанавливаться штык-нож. Приклад — фиксированный пластиковый, либо складной металлический.
Автоматы чилийского производства комплектуются магазинами из прозрачного пластика (аналогично SIG SG 550), вместо стандартных металлических.

## Варианты
- SG 540 — базовый вариант;
- SG 542 — вариант под патрон 7,62×51 мм НАТО с прямоугольным магазином на 20 патронов;
- SG 543 — вариант с укороченным до 300 мм стволом и измененным пламегасителем, не позволяющим использовать винтовочные гранаты.
- самозарядные варианты для гражданского рынка под патроны .223 Remington, .222 Remington или 7,62×39 мм.